# Щебетуны
Щебетуны (укр. Щебетуни) — село,
Ордовский сельский совет,
Нововодолажский район,
Харьковская область.
Код КОАТУУ — 6324283003. Население по переписи 2001 года составляет 128 (58/70 м/ж) человек.

## Географическое положение
Село Щебетуны находится в месте впадения реки Джгун в реку Ольховатка.
Выше по течению реки Джгун примыкает к селу Новая Мерефа,
ниже по течению реки Ольховатка примыкает к селу Ольховатка.
Через село проходит железная дорога, станция Джгун.
Рядом проходит автомобильная дорога М-18 (E 108).

## История
- В 1940 году, перед ВОВ, на хуторе Щебетуны были 16 дворов;

на хуторе Водки II также было 16 дворов.
- После ВОВ (между 1945 и 1966) эти два хутора были объединены в село Щебетуны.